# IBM 5110
IBM 5110コンピューティング・システム(IBM 5110 Computing System)は、IBMが1978年に発表したポータブルコンピュータで、IBM 5100ポータブルコンピュータの後継機種である。

## 概要
IBM 5110は、以下の3つのバリエーションが作られた。
- IBM 5110モデル 1 - 204KBの内蔵QIC DC300テープドライブを装備
- IBM 5110モデル 2 - QICテープドライブ無し
- IBM 5110モデル 3 - IBM 5120として設計された（内蔵の8インチ 1.2MB フロッピーディスクドライブを装備）

IBM 5110は、IBM 5100発表の3年後である、1978年1月に発表された。主な違いは、フロッピーディスクドライブ（ディスケット）、IEEE-488、RS232など、より多くの入出力装置のサポートと、IBMマシンと互換性のある文字コードであるEBCDICである。これらの改良により、5100とは部分的な非互換性が発生した。
5110は、色は異なったものの、CPUのIBM PALM、キーボード、1024文字の表示画面など、5100と同じ構成を持った。メインメモリはユニットによって、16、32、48または64KBの容量だった。別売の磁気テープ装置やディスケットを使用することで、モデル1はテープカートリッジ当り約 204,000 バイト、または1枚のディスケット当り 1,200万バイトの情報を保存できた。モデル2はディスケットのみが使用できた。最大で2つの IBM 5114 ディスケット装置により、それぞれ最大2つのディスケットドライブを格納でき、5110 は合計で 480万バイトのオンラインのディスケット容量を接続する事ができた。モデル3は外付けの1つの IBM 5114 ディスケット装置のみが使用できた。
オプションとして、IBM 5103 プリンター、IBM 5106 補助テープ装置（モデル1のみ）、IBM 5114 ディスケット装置（最大2台のディスケット駆動機構を取り付け可能）が使用できた。
Punxsutawney Electric Repair の副社長(vice president)である Jeff Grube は、最初の IBM 5110 を1978年2月2日に受取り、彼の新しいシステムの使い易さについて、「もしあなたが、タイプができて電卓を使えるならば、5110を操作するために必要な技術の全てを持っている」と述べた。

## 5110ソフトウェア
5110用のソフトウェアは、ロチェスターのGlobal Software Development (GSD)チームにより設計され、GSDの伝統的な商用市場用を適切に正面からターゲットとした。このマシンの恐らく最大の驚くべき要因は、コンセプトから製造までわずか 90 日間しかかからなかった事である。この奇跡的な短期間は、後にIBM PCの開発で同様の事を行った Bill Lowe のタスクフォースのメンバーであった Bill Synes の管理のもとで達成された。5110のソフトウェアは、ビジネスシステムとして、小規模ビジネス向けの会計ソフトウェアをバンドルした。

## モデル3
IBM 5110 モデル3は、IBM 5120コンピュータシステムとしても知られ、5110 のデスクトップバージョンであった。5110は1982年3月に市場から販売停止となった。